# Lol (rivière)
Pour les articles homonymes, voir Lol (homonymie).
La Lol est une rivière du Soudan du Sud et un affluent du Bahr al-Arab donc un sous-affluent du Nil par le Bahr el-Ghazal. 

## Géographie
Elle prend sa source dans le massif des Bongo, près de la frontière avec la République centrafricaine et se jette dans le Bahr al-Arab. Elle alimente le Kimanjura.